# Anablepia angolensis
Anablepia angolensis är en insektsart som först beskrevs av Willy Adolf Theodor Ramme 1929.  Anablepia angolensis ingår i släktet Anablepia och familjen gräshoppor. Inga underarter finns listade i Catalogue of Life.